# Kladari (Sunja)
Kladari falu Horvátországban, Sziszek-Monoszló megyében. Közigazgatásilag Sunjához tartozik.

## Fekvése
Sziszek városától légvonalban 17, közúton 25 km-re délkeletre, községközpontjától  légvonalban 9, közúton 11 km-re délnyugatra, a sziszeki Szávamentén, Sjeverovac és Mala Gradusa között, a Gradusa-patak mentén, a Duboki-patak torkolata közelében fekszik.

## Története
Kladari 1948-ig Sjeverovac településrésze volt, lakosságát 1890-től számlálják külön. 1890-ben 111, 1900-ban 142 lakosa volt. Zágráb vármegye Petrinyai járásához tartozott. A délszláv háború előtt csaknem teljes lakossága (92%) szerb nemzetiségű volt. 1991. június 25-én a független Horvátország része lett. A délszláv háború idején szerb lakossága a JNA erőihez csatlakozott. A Krajinai Szerb Köztársasághoz tartozott. A falut 1995. augusztus 5-én a Vihar hadművelettel foglalta vissza a horvát hadsereg. A szerb lakosság nagy része elmenekült. A településnek 2011-ben 7 lakosa volt.

## Népesség
| Lakosság változása | Lakosság változása | Lakosság változása | Lakosság változása | Lakosság változása | Lakosság változása | Lakosság változása | Lakosság változása | Lakosság változása | Lakosság változása | Lakosság változása | Lakosság változása | Lakosság változása | Lakosság változása | Lakosság változása | Lakosság változása |
| ------------------ | ------------------ | ------------------ | ------------------ | ------------------ | ------------------ | ------------------ | ------------------ | ------------------ | ------------------ | ------------------ | ------------------ | ------------------ | ------------------ | ------------------ | ------------------ |
| 1857               | 1869               | 1880               | 1890               | 1900               | 1910               | 1921               | 1931               | 1948               | 1953               | 1961               | 1971               | 1981               | 1991               | 2001               | 2011               |
| 0                  | 0                  | 0                  | 111                | 142                | 0                  | 0                  | 0                  | 117                | 116                | 106                | 92                 | 80                 | 63                 | 32                 | 7                  |

(1910 és 1931 között lakosságát Sjeverovachoz számították.)